# Osiedle Konstantego Michalskiego
Osiedle im. księdza profesora Konstantego Michalskiego – osiedle mieszkaniowe w Katowicach, na terenie dzielnicy Dąbrówka Mała, zlokalizowane w wierzchołku trójkąta ulic: Józefa Grzegorzka i Strzelców Bytomskich.

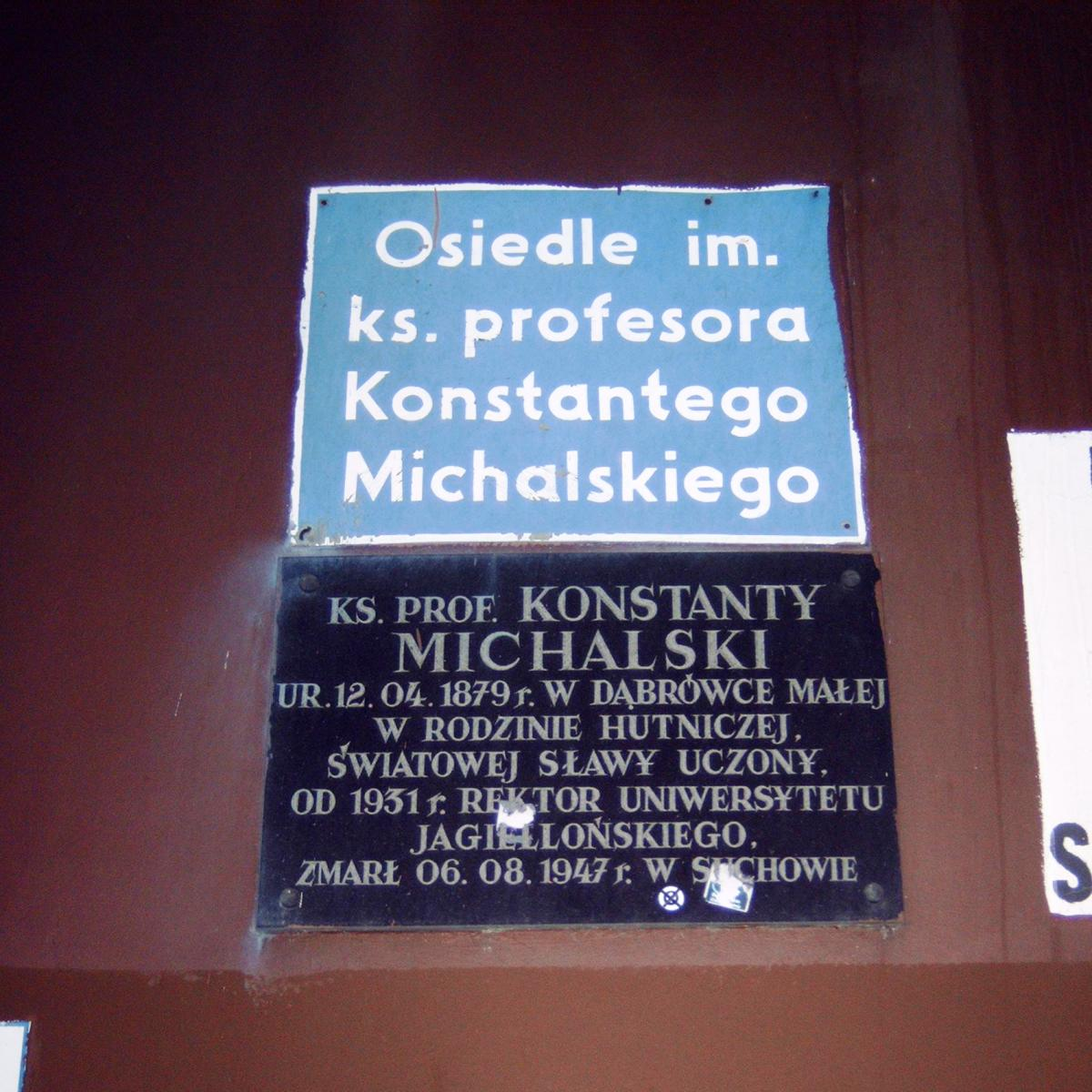
Tablice pamiątkowe na osiedlu

Osiedle zbudowano na przełomie lat 70. i 80. XX wieku na zlecenie Huty Metali Nieżelaznych w Szopienicach dla jej pracowników. Tworzą je kilkukondygnacyjne bloki, wybudowane w technologii wielkopłytowej. Znajduje się tu Miejska Biblioteka Publiczna w Katowicach – Filia nr 20, nowy gmach Szkoły Podstawowej nr 47 z Oddziałami Integracyjnymi, będącego częścią Zespołu Szkolno-Przedszkolny nr 3 w Katowicach oraz siedziba Stowarzyszenia Przyjaciół Dąbrówki Małej i Burowca. W 1994 roku osiedlu nadano imię ks. prof. Konstantego Michalskiego, urodzonego 12 kwietnia 1879 w Dąbrówce Małej rektora Uniwersytetu Jagiellońskiego w latach 30. XX wieku.
Udział powierzchni zabudowanej w powierzchni terenu całego osiedla wynosi 17%, wskaźnik intensywności zabudowy (netto) − 0.74 WIZ; średnia ważona liczby kondygnacji to 4,35. Osiedle jest w zarządzie Administracji Budynków AD1 Szopienice Hutniczo-Górniczej Spółdzielni Mieszkaniowej.
Wierni rzymskokatoliccy z osiedle przynależą do parafii św. Antoniego Padewskiego. Komunikację zapewniają linie autobusowe ZTM (połączenia ze Śródmieściem Katowic i innymi dzielnicami miasta oraz Czeladzią, Będzinem, Sosnowcem, Chorzowem, Rudą Śląską, Bytomiem i Siemianowicami Śląskimi).